# Zamek w Besiekierach
Zamek w Besiekierach − ruiny późnogotyckiego zamku, położonego we wsi Besiekiery, w powiecie łęczyckim, w województwie łódzkim.

## Historia
Zamek powstał prawdopodobnie na przełomie XV i XVI w. Źródła nie podają jasno, kto był inicjatorem jego budowy. Starsze poglądy wskazują na wojewodę łęczyckiego Mikołaja Sokołowskiego herbu Pomian, lecz istnienie takiego urzędnika jest niepotwierdzone i wysoce wątpliwe. Zatem budowę należy łączyć z jednym ze stolników brzeskich: Mikołajem Sokołowskim (1496–1502) lub Wojciechem Sokołowskim (1502–1529). W końcu XVI w. zamek należał do Andrzeja Batorego, a następnie do  jego córki Zofii Batorówny (1629–28.03.1685) i Jerzego Rakoczego II (1621–1660). Warto  zauważyć, że Andrzej Batory (1597–1635) to syn Stefana (1564–1635) i Zofii Katarzyny Kostczanki (1550–1639).  W połowie XVII w. przebudowy warowni dokonał Jan Szymon Szczawiński, kasztelan i wojewoda brzeskokujawski. Pokryto wtedy ściany tynkami, co znacząco zatarło surowość i późnogotyckie charakter zamku nawodnego. W późniejszych czasach nie prowadzono już istotnych prac budowlanych. Pożar w 1731 r. przyspieszył destrukcję obiektu. W połowie XIX w. pełnił funkcje gospodarcze. Obecnie zamek znajduje się w stanie ruiny.
W 2023 roku na zamku rozpoczęły się prace remontowe, które zakończyły się w grudniu 2024 roku. Przeprowadzono prace konserwatorskie i porządkowe, wokół zamku utworzono także zaplecze turystyczne.

## Architektura
Warownię założono na kopcu otoczonym wodami sztucznego stawu. Wzniesiono ją z cegły na kamiennym fundamencie, na planie nieregularnego czworoboku o wymiarach 38 × 40 m. W południowej kurtynie znajdował się budynek bramny o bokach ok. 12 × 12 m. Posiadał on 3 kondygnacje, na każdej z nich znajdowały się 4 izby. Około 1653 r. nadbudowano na nim ośmiokątną wieżyczkę. Na północnym boku zamku powstał główny dom mieszkalny o szerokości ok. 13 m. Posiadał on 3 mniejsze prostokątne izby i kwadratową salę na wschodniej ścianie. W opisie z XVIII w. pomieszczenia te określono jako pokój karmazynowy, pokój marmurowy, sień i izbę wielką. Z izb tych w stronę dziedzińca wychodziło 7 otworów okiennych.

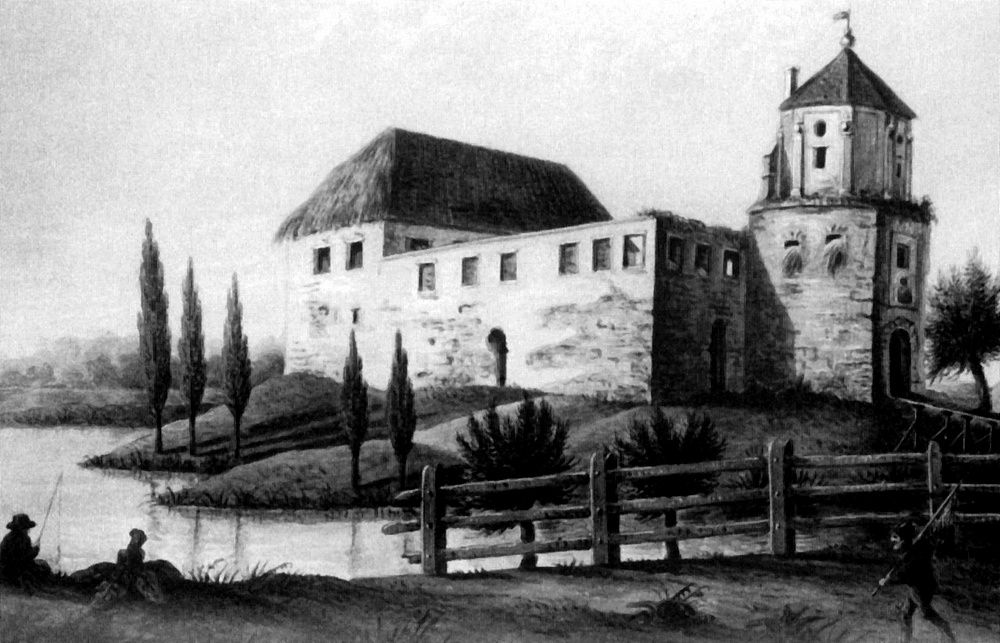
Zamek w 1 poł. XIX wieku - mal. Kazimierz Stronczyński
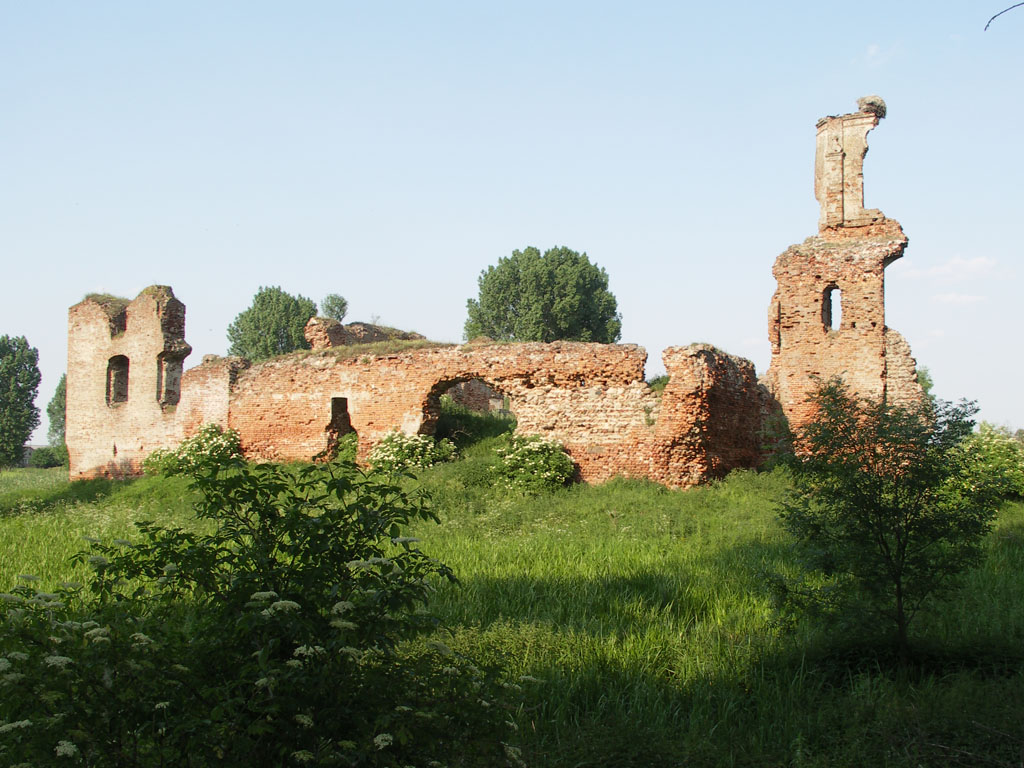
Ruiny zamku od zachodu (2006)
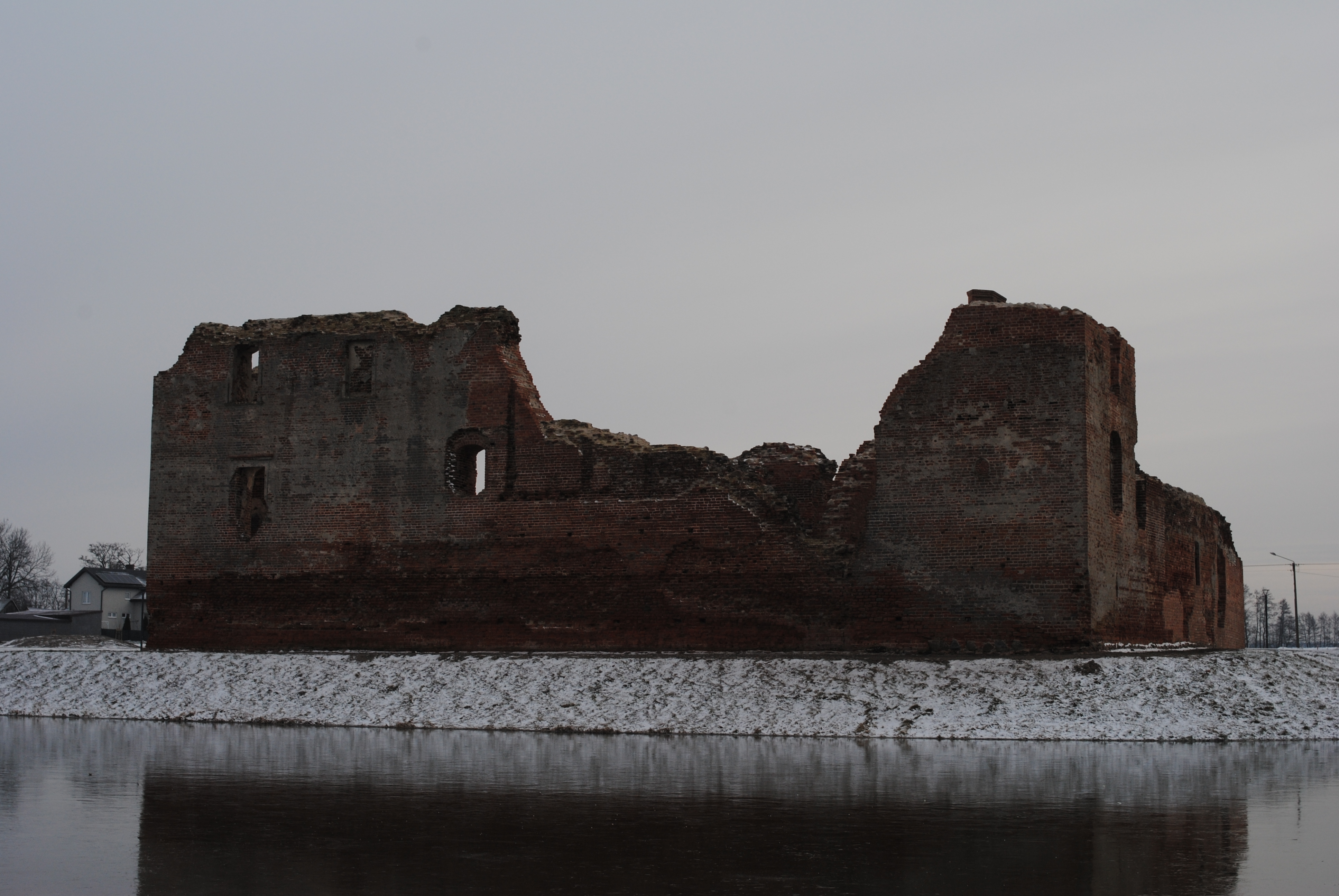
Ruiny domu zamkowego
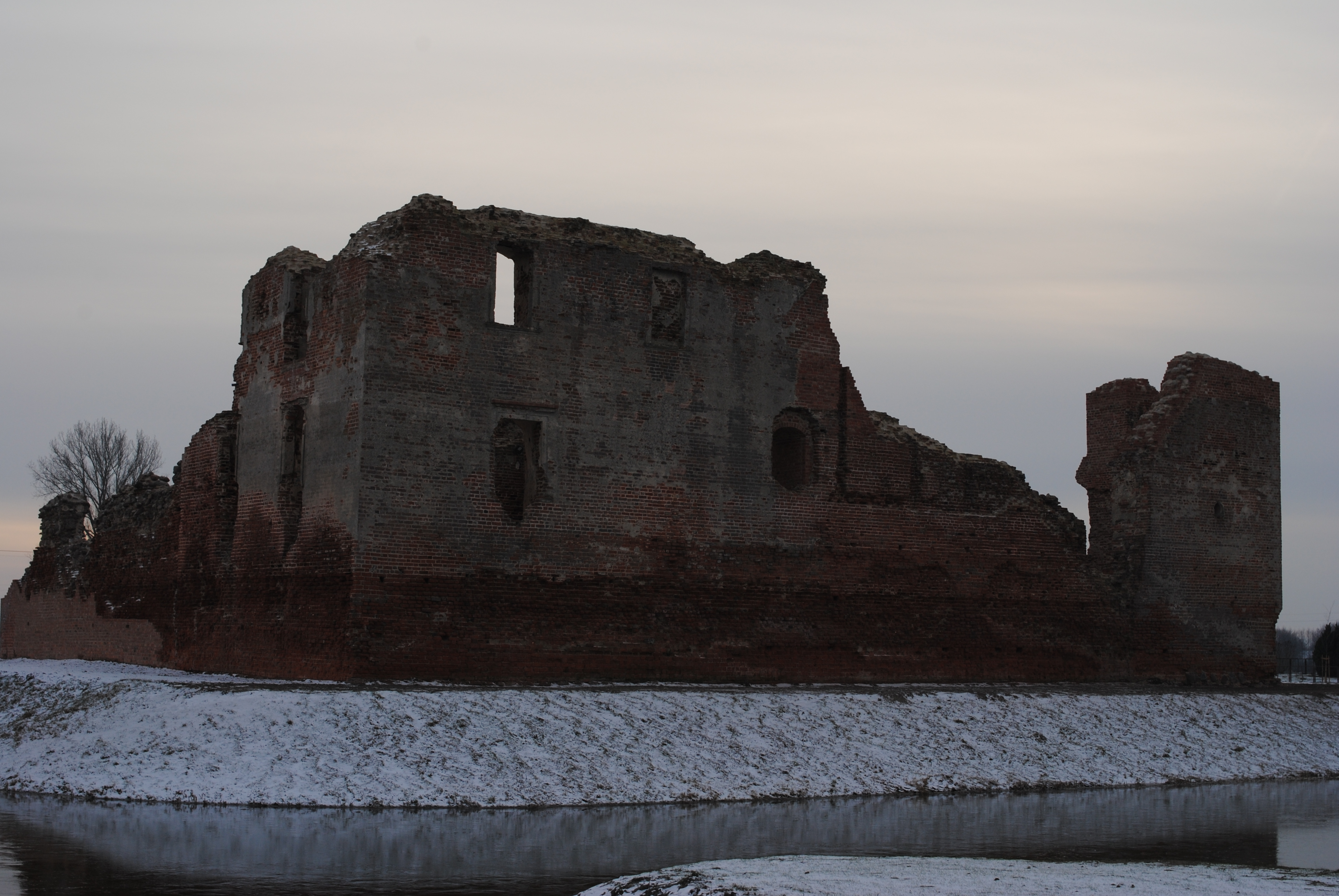
Narożnik domu zamkowego
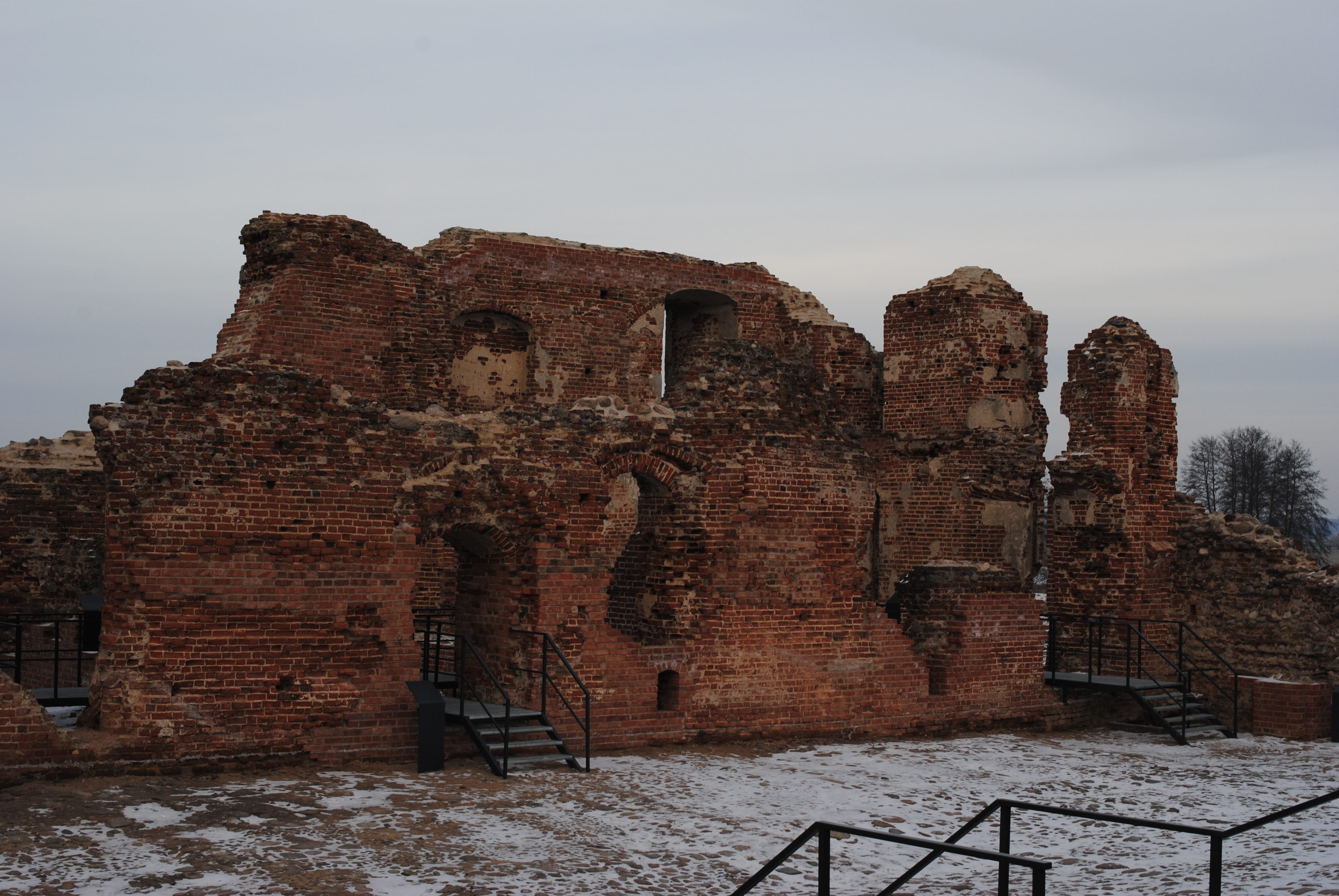
Dziedziniec